# Abbazia di San Germano
L'abbazia di San Germano, in francese Abbaye Saint-Germain, sorge nella parte nord della città di Auxerre, in Francia.
Fa parte di un'antica abbazia benedettina fondata nel V secolo e oggi destinata a Musée d'Art et d'Histoire, dedicato alla Preistoria, al Neolitico e all'archeologia Gallo-romana.
Dal 21 giugno 1971 l'abbazia è stata dichiarata Monumento storico di Francia e iscritta nella Base Mérimée del Ministero della cultura francese.

## Storia e descrizione

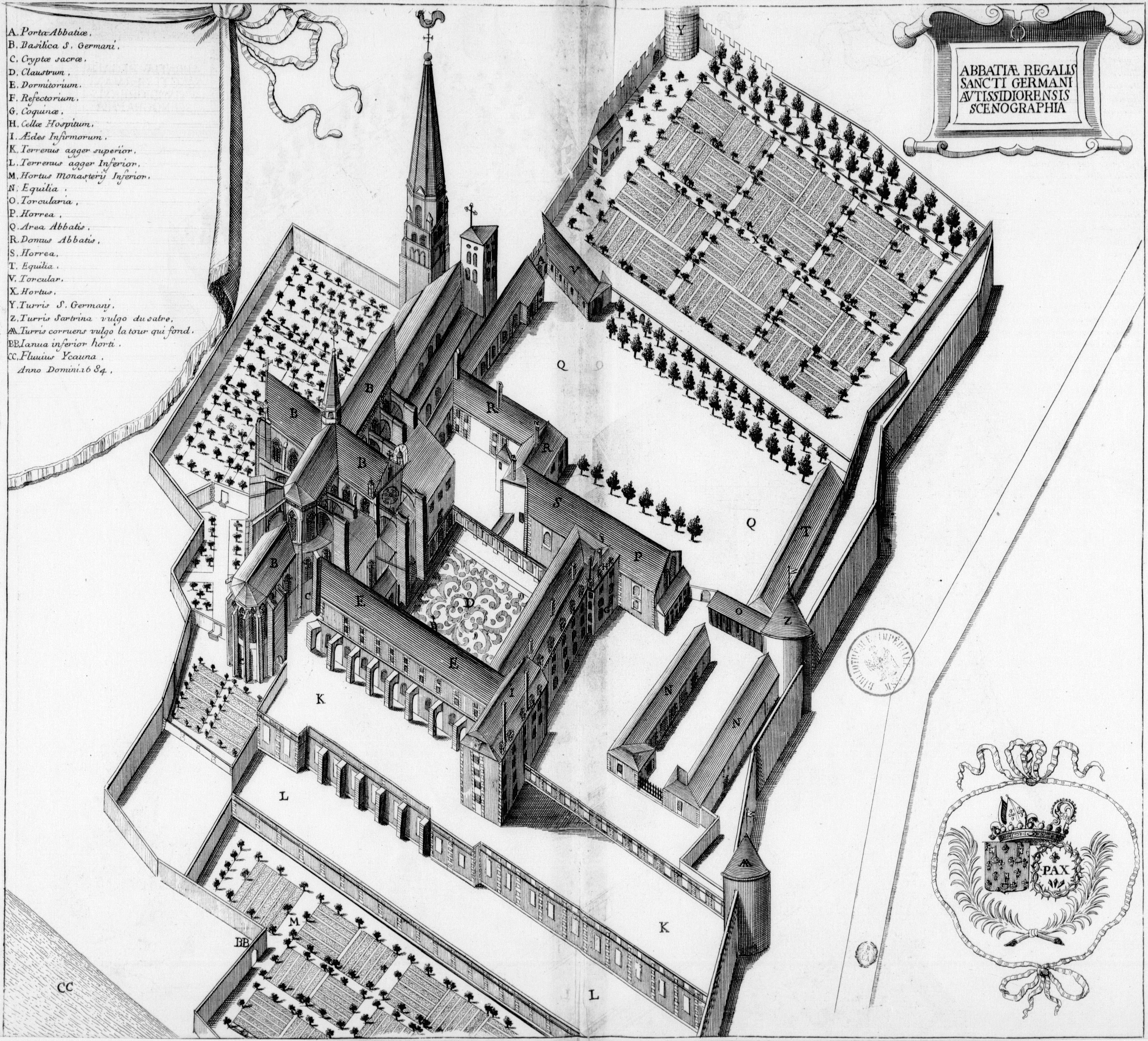
Veduta dell'abbazia nel XVII da una stampa del Monasticon Gallicanum.

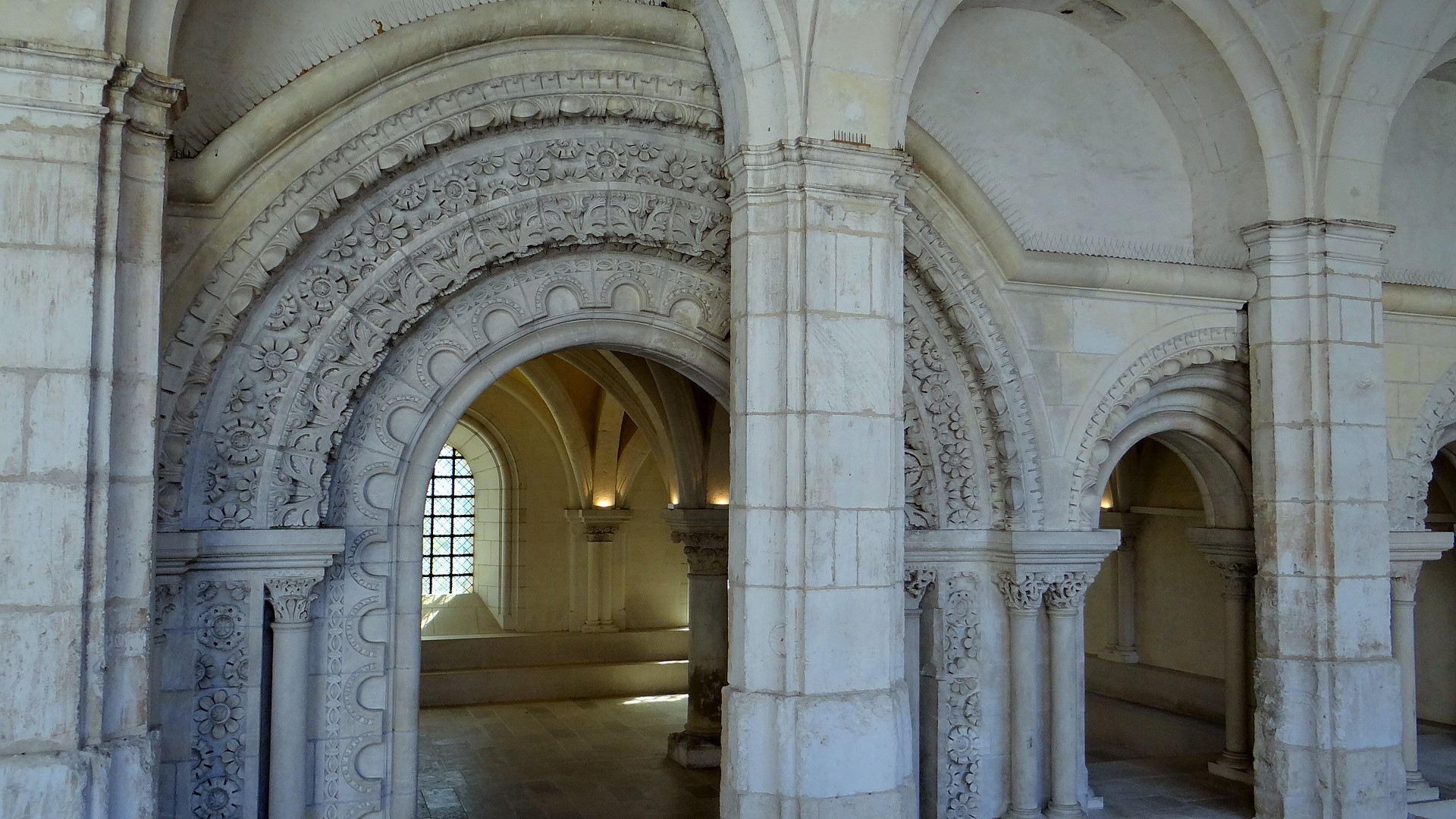
Portale romanico della sala capitolare.

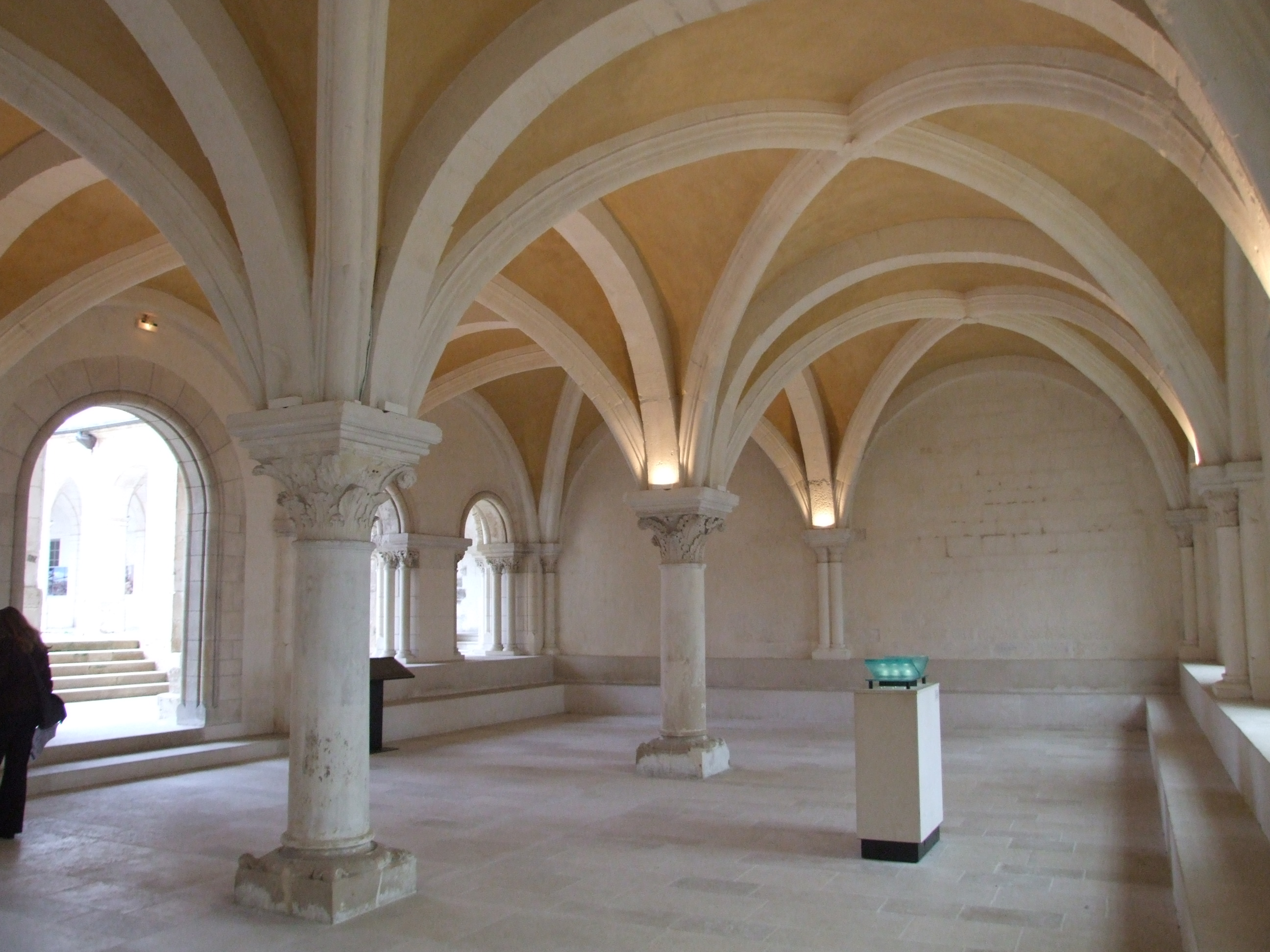
La sala capitolare romanica.

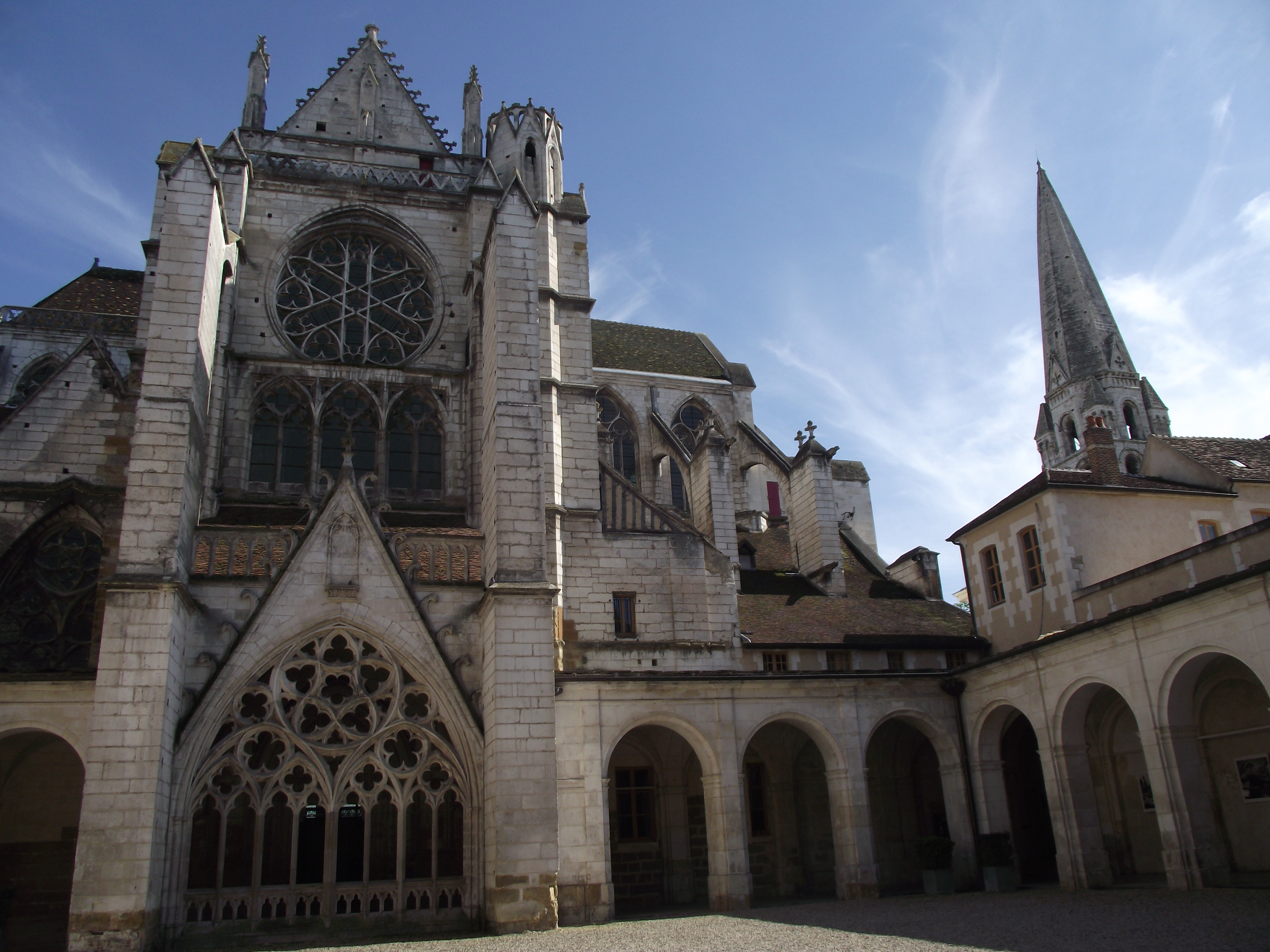
Veduta della chiesa e del chiostro.

### Origini
Una prima cappella sorse in questo sito nel V secolo per volere di san Germano d'Auxerre, il quale donò alcuni terreni di proprietà della sua famiglia che si trovavano allora a nord della città gallo-romana, fuori dalle mura. Venne eretta per accogliervi alcune reliquie di san Maurizio e della Legione tebana. Germano stesso vi venne sepolto il 1º ottobre 448; da quel momento la cappella venne chiamata Chiesa di San Germano.

### La basilica merovingia
Verso l'inizio del VI secolo la regina Clotilde, seconda moglie di Clodoveo I e principessa borgognona cristiana, volle onorare il culto del vescovo san Germano erigendo un nuovo mausoleo-basilica al posto della modesta cappella originaria. La nuova chiesa, di stile merovingio, con pianta basilicale a tre navate, misurava circa 50 metri di lunghezza. Questo edificio attirava sempre più la volontà dei cristiani di farsi seppellire vicino al Santo, soprattutto con la conversione al cattolicesimo dei Franchi.
Già dal 725 è attestata la presenza di una comunità di monaci, che inglobarono la chiesa nella loro abbazia.
Il re Carlo il Calvo, particolarmente devoto al Santo, accordò delle Lettere patenti all'abbazia per garantirne il patrimonio fondiario, e vegliava per preservarne i privilegi.

### La basilica carolingia
In seguito alla sua prodigiosa guarigione, nell'840, il conte Corrado I di Borgogna, del ramo borgognone dei Welfen, dispose di edificare una nuova basilica come ex voto.
I lavori iniziarono nell'841 e terminarono verso l'865: l'edificio aveva pianta basitale divisa in tre navate e misurava 100 metri di lunghezza. Resta di quel periodo la cripta, a più livelli per seguire la conformazione del terreno, terminata nell'857 con la traslazione delle spoglie di san Germano.
La Scuola di San Germano d'Auxerre divenne una delle più rinomate del Regno dei Franchi Occidentali e della cristianità, tanto che nell'815 l'abbazia accoglieva 600 monaci e quasi 5000 studenti. Fra i più illustri maestri compaiono: Aimone di Auxerre, Erico di Auxerre e Remigio di Auxerre.

### Decadenza e rinnovazione
Verso il X secolo l'abbazia decadde, e per lungo tempo restò governata da prevosti senza avere un proprio abate.
Erberto, vescovo di Auxerre dal 971 al 996, e fratellastro di Ugo Capeto e del duca Enrico I di Borgogna, incitò Enrico I a riportare l'ordine nell'abbazia. Così Maiolo, abate di Cluny, fu incaricato di restaurare la disciplina dell'ordine religioso. Maiolo nominò abate Heldric e dal 994 l'abbazia ricevette il diritto reale di nominare i propri abati. Erberto ed Enrico I elargirono numerosi doni all'abbazia, fra cui 11 chiese della diocesi.
Da allora ristrutturazioni e ampliamenti si susseguirono. Nella metà del XII secolo il complesso venne profondamente trasformato: la chiesa, con la creazione di un grande piedicroce e nartece romanici, poi dotati di due torri gemelle sulla facciata, di cui oggi rimane la destra; il monastero con la ricostruzione del chiostro, della sagrestia e della sala capitolare, ancora conservati.

### La chiesa attuale
Nel 1256 l'abbazia si associò con quella di San Martino ad Autun, ottenendo l'indipendenza da Cluny.
Danneggiata nel corso degli anni da diversi incendi, nel 1277 l'abate Jean de Joceval decise la riedificazione dell'abbazia in stile gotico.
In quest'epoca si costruì la chiesa attuale, dalla pianta a croce latina divisa in tre navate, con transetto, coro a deambulatorio e profonda cappella absidale a tre navate su esili colonnine. Inoltre si mise mano alla cantina e al refettorio, rispettivamente nel XIII e nel XV secolo.
Il cantiere continuò fino al 1398, quando i lavori furono interrotti, ancora non del tutto completati, a causa della Guerra dei cent'anni.

### Età moderna e contemporanea
A partire dal 1540 vi si installò un regime commendatizio, che portò a una prima decadenza dell'abbazia.
Nel 1567 il complesso venne vandalizzato, e in parte distrutto, dagli Ugonotti, che dispersero anche le reliquie. L'abbazia venne riorganizzata nel 1629 dalla Congregazione di San Mauro, alla quale fu assegnata, e nel corso di due secoli procedettero diverse ricostruzioni degli edifici abbaziali e del chiostro.
Nel 1792, con la Rivoluzione francese, la congregazione fu soppressa e l'anno dopo i benedettini cacciati. L'abbazia, danneggiata e in parte distrutta, divenne bene nazionale e destinata a collegio militare.
Nel 1810 una parte gli antichi edifici abbaziali accolsero un ospedale, mentre un'altra parte venne demolita, la torre sinistra della facciata fu demolita nel 1812 insieme al nartece e alle prime tre campate del piedicroce.
Nel 1817, sotto il regno di Luigi XVIII, venne costruita la facciata attuale, in un modesto stile neogotico e nel 1840 l'abbazia fu dichiarata monumento storico.
I primi importanti restauri sono stati effettuati nel 1924; nel 1968 il Comune di Auxerre acquista il complesso e intraprende dei grandi lavori di restauro fra il 1969 e il 1972 per adibirlo a Museo.

## La cripta

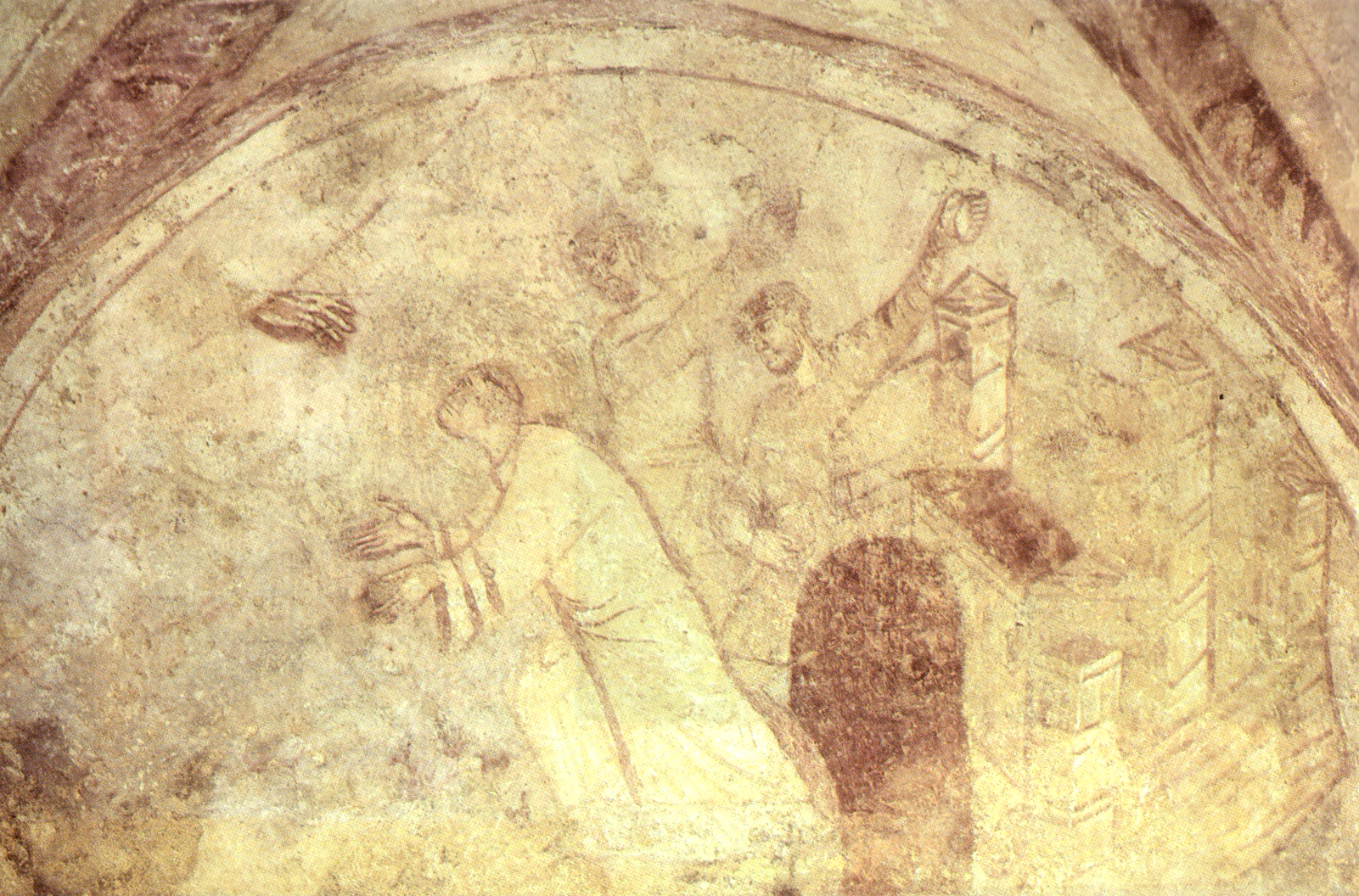
Lapidazione di Santo Stefano, affresco nella cripta

La cripta è particolarmente importante sia per l'originaria architettura carolingia, tra le meglio conservate di Francia, sia per il ciclo di affreschi risalente al IX secolo, i più antichi del Paese, riscoperti nel 1927. Da queste pitture si è potuto studiare l'aspetto delle arti figurative di quel tempo, poiché altrove sono quasi completamente distrutte (restano pochi esempi coevi a Malles, a Müstair, a Naturno ed a Castelseprio).
Le pareti sono trattate con decorazioni di finti elementi architettonici (volte a crociera, fregi e altro), all'interno dei quali sono disegnate alcune lunette istoriate con scene di santi. Una scena riporta la Lapidazione di Santo Stefano ed è interessante come il pittore sia attento alla dinamica delle figure, ritraendo con verosimiglianza i gesti e le espressioni facciali, ma lasci lo sfondo vagamente indeterminato, con una chiesa dalla quale esce il santo, incongruente per dimensioni (la porta arriva appena alla vita dei personaggi) e per prospettiva (un po' frontale, un po' "a volo d'uccello").

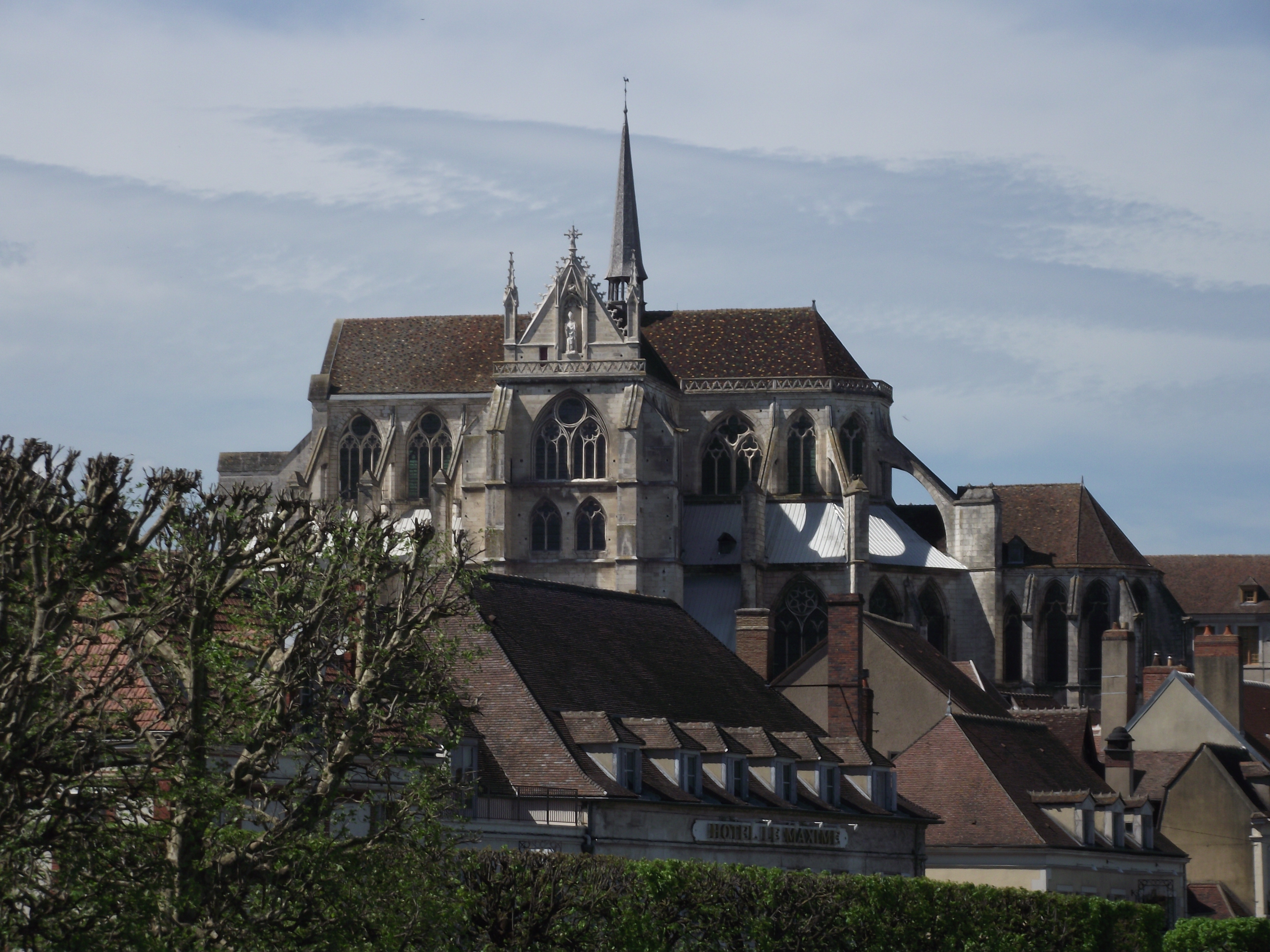
La chiesa abbaziale
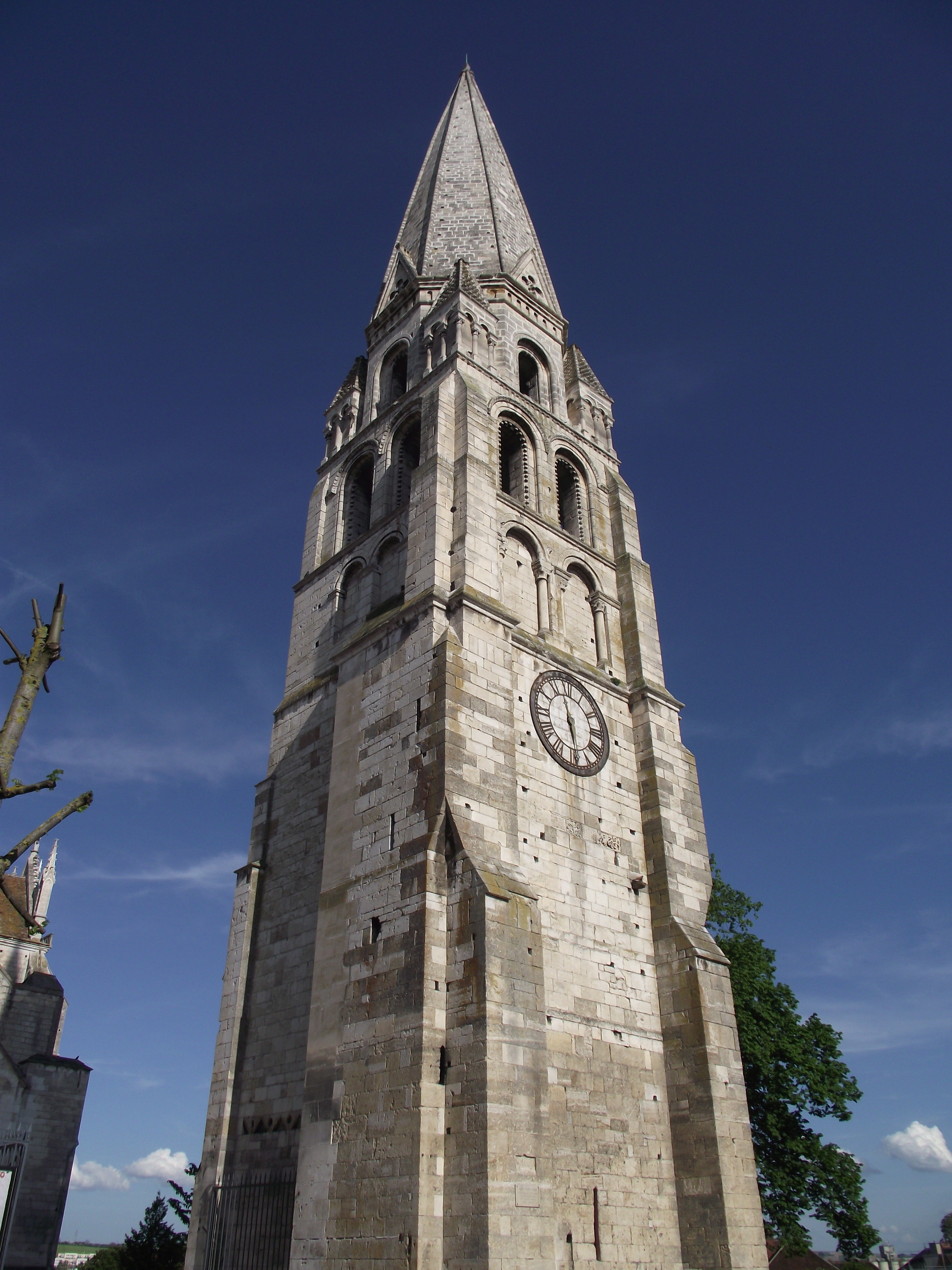
La torre duecentesca
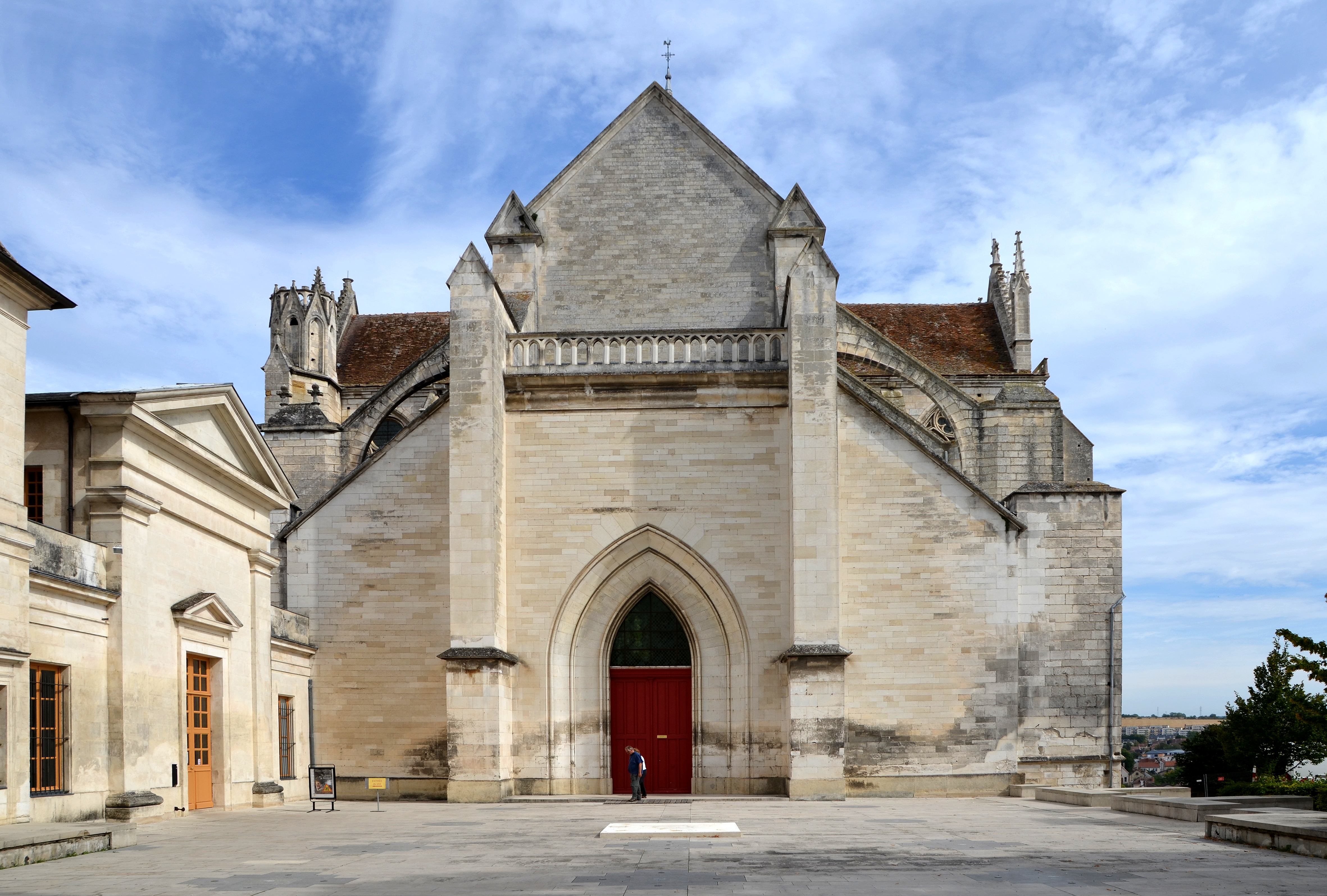
La facciata neogotica
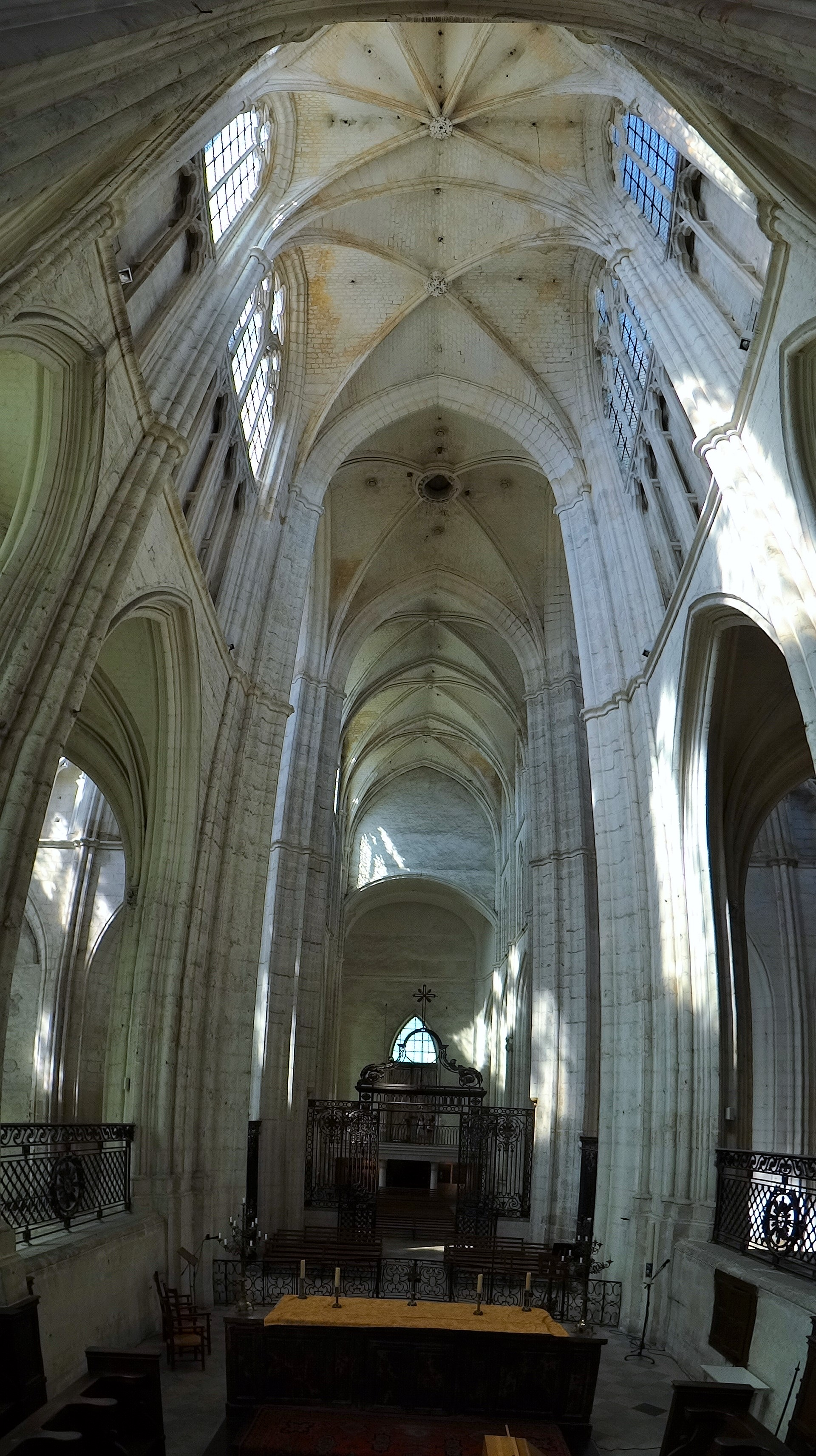
interno della chiesa
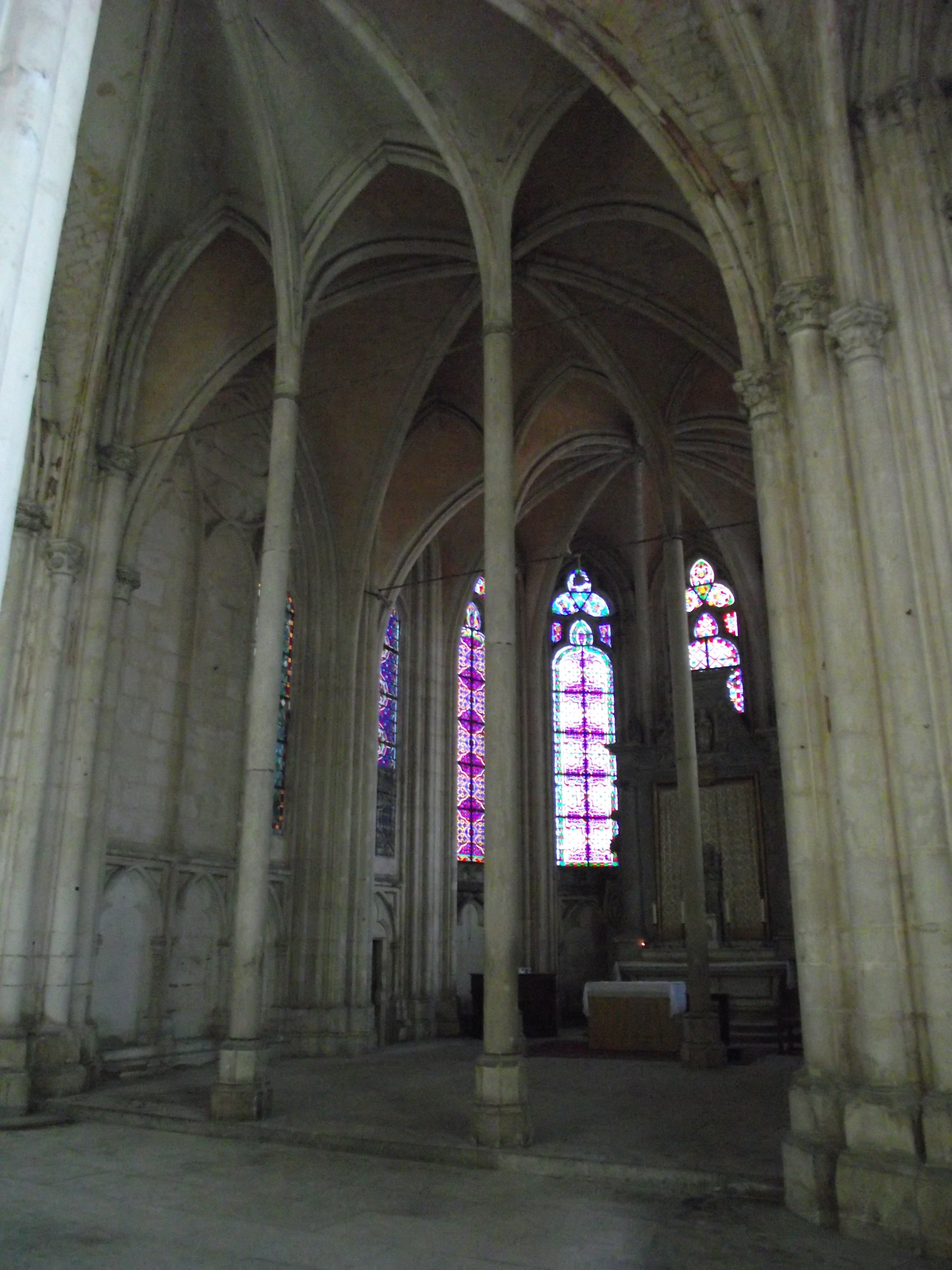
la cappella absidale
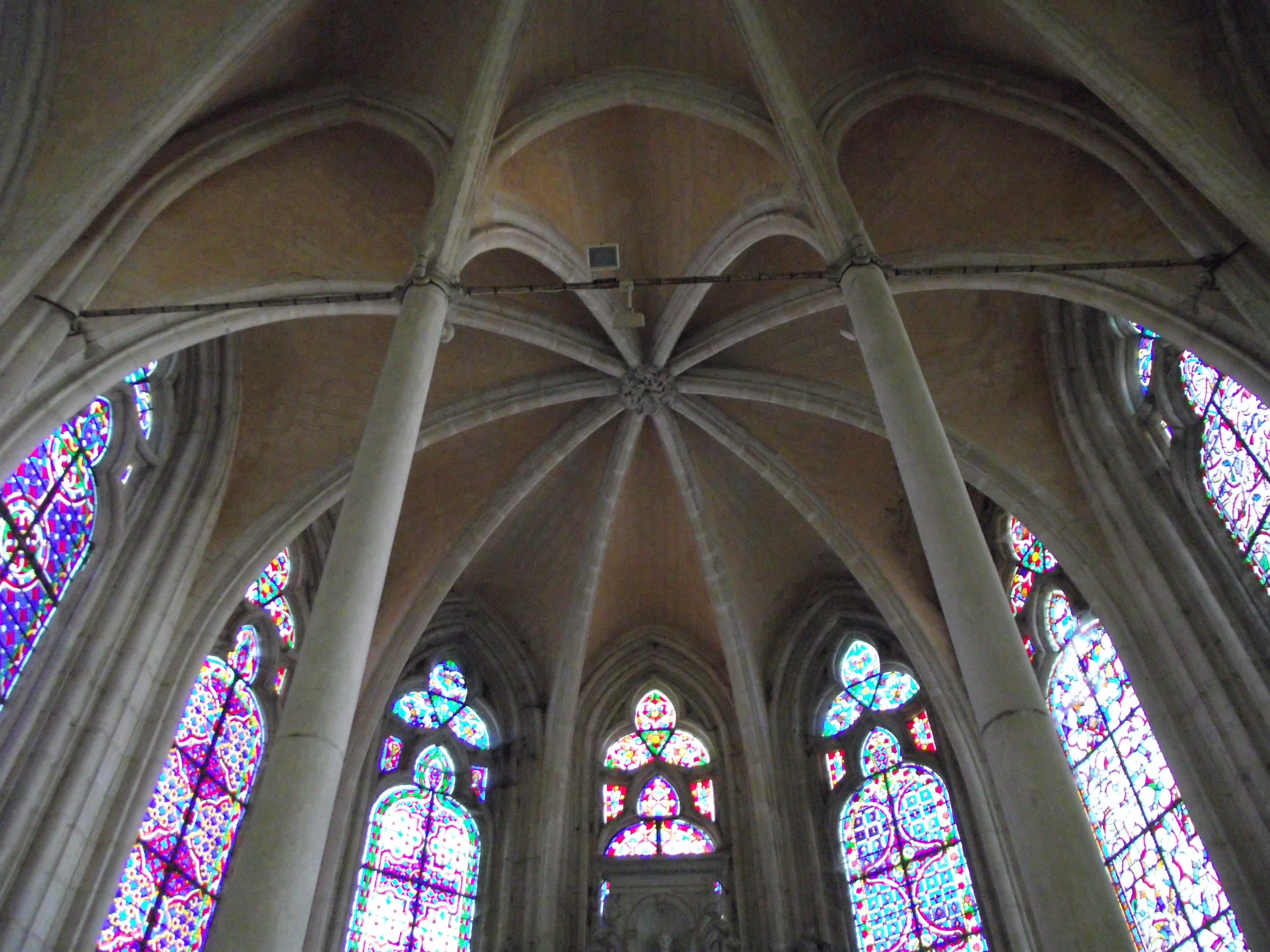
volta della cappella absidale

## Abati
- ?-622 : Pallade d'Auxerre;
- ?-853 Corrado I di Borgogna, abate laico ;
- 853 - 862 : Ugo l'abate;
- 862-865 : Lotario (m. 865) figlio di Carlo il Calvo (dinastia carolingia)
- 853 - 886 : Ugo l'abate (morto il 12 maggio 886) ;
- 894-921 : Riccardo di Borgogna;
- 989-994 : Heldric[5];
- Oddone di Auxerre, dal 1032 al 1052
- 1104-1116 : Hugues de Montaigu, diventa vescovo d'Auxerre;
- 1148-1174 Arduin[5]
- ?-? : Humbaud  ;
- ?-1193 : Radulfe;
- 1193-? Raoul  ;
- prima metà del 1200 : Renaud de Jocenal ;
- seconda metà del 1200 : Jean de Joceval (costruttore della chiesa gotica);
- 1285-1309 : Guy de Munois ;
- 1309-1334 : Gaucher Dignon de Chéu ;
- 1334-1353 : Stefano I de Chitry ;
- 1353-1362 : Guillaume de Grimoard, poi Papa Urbano V
- 1362-1381 : Stefano II de Chitry ;
- 1381-1408 : Hugues V de Ballore;
- 1409-1422 : Jean II de Nanton ;
- 1422/23-1453 : Hervé de Lugny ;
- 1453-1495 : Hugues VI de Tyard, o Thiard

Abati commendatari
- 1540-1568 : Luigi di Guisa;
- 1568-1591 : François de Beaucaire de Péguillon ;
- 1591-1607 : Pierre de Lyon ;
- 1607-1646 : Octave de Saint-Lary de Bellegarde;
- 1646-1660 : Armando di Borbone-Conti;
- 1660-1661 : Giulio Mazzarino;
- 1661-1720 : Charles-François de Loménie de Brienne;
- 1720-1721 : Henri de Charpin des Halles ;
- 1721-1735 : Jean-Michel de Charpin des Halles ;
- 1735-1738 : Jean Jacques Bouhier;
- 1738-1758 : François de Crussol d'Uzès ;
- 1758-1761 : François-Bénigne du Trousset d'Héricourt ;
- 1761-1791 : Jean-Baptiste du Plessis d'Argentré.